# The Price of Desire (film, 2015)
Pour les articles homonymes, voir The Price of Desire.
Pour plus de détails, voir Fiche technique et Distribution.
The Price of Desire est un film belgo-irlandais réalisé par Mary McGuckian, sorti en 2015.

## Synopsis
Le film conte l'histoire de la villa E-1027 de l'architecte et designer irlandaise Eileen Gray, l'une des premières maisons conçues par Gray, également l'une des premières de l'architecture moderne. Il aborde aussi la relation entre Gray et son ami, le célèbre architecte suisse puis français Le Corbusier. Ce dernier contribua à diminuer la reconnaissance du travail de Gray ainsi que son influence dans l'architecture moderne et le design moderniste.

## Fiche technique
- Titre original : The Price of Desire
- Réalisation :
  - Réalisateur : Mary McGuckian
  - Premier assistant réalisateur : David Baldari
- Scénario : Mary McGuckian
- Direction artistique : Emmanuelle Pucci
- Décors : Anne Seibel
- Costumes : Peter O'Brien
- Photographie : Stefan Von Bjorn
- Son : Alain Sironval
- Montage : John O'Connor, Robert O'Connor, Kant Pan
- Musique : Brian Byrne
- Production :
  - Directeur : Jean-Pierre Garrabos
  - Producteurs : Mary McGuckian, Jean-Jacques Neira, Hubert Toint
  - Producteur associé : Gil Kenny
  - Coproducteur : Matthew J. Malek, Simon Moseley
  - Délégués : Katie Heidy, Gaston Pavlovich, Keith Potter, William L. Walton
  - Exécutif : Simon Moseley
- Sociétés de production : EG Film Productions Limited, Lightstream Pictures, Pembridge Pictures, Saga Film, Windmill Lane Pictures
- Société de distribution : Entertainment One
- Budget : ?
- Pays d’origine :  Belgique,  Irlande
- Langue originale : anglais
- Format : couleur
- Genre : biographie, drame, romantisme
- Durée : 1h 48 minutes
- Dates de sortie :
  - Irlande : 19 mars 2015 (festival international du film de Dublin), 27 mai 2016 (sortie nationale)
  - Royaume-Uni : 27 mai 2016
- Classification : ?

## Distribution
- Orla Brady : Eileen Gray
- Vincent Perez : Le Corbusier
- Francesco Scianna : Jean Badovici
- Alanis Morissette : Marisa Damia
- Dominique Pinon : Fernand Léger
- Tamara Vučković (en) : Louise Dany
- Elsa Zylberstein : Romaine Brooks
- Anne Lambton (en) : Marie Louise Schelbert
- David Herlihy : Aristote Onassis
- Caitriona Balfe : Gabrielle Bloch
- Adriana Randall : Charlotte Perriand
- Natasha Girardi : Natalie Barney
- Marcos Adamantiadis : Gustave Miklos
- Hayet Belhalloufi : Mireille Roupest
- Ronald Beurms : Jean Paul Rayon
- Arnaud Bronsart : Marcel Proust
- Pascaline Crêvecoeur (en) : Berenice Abbott
- Sammy Leslie (en) : Gertrude Stein
- Cherise Silvestri : Evelyn Wild
- Tan Win : Seizo Sugawara
- François Zachary : Archipenko
- Sylvie Bolioli : Colette
- Cinsyla Key : Ida Rubinstein
- Edwin Gillet : Guillaume Apollinaire
- Patrick Leonard : Amédée Ozenfant
- Emmanuel Orban : Diego Rivera

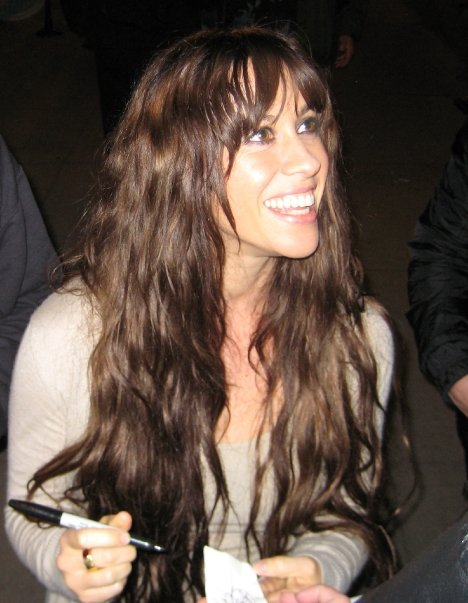
Alanis Morissette (est Damia).
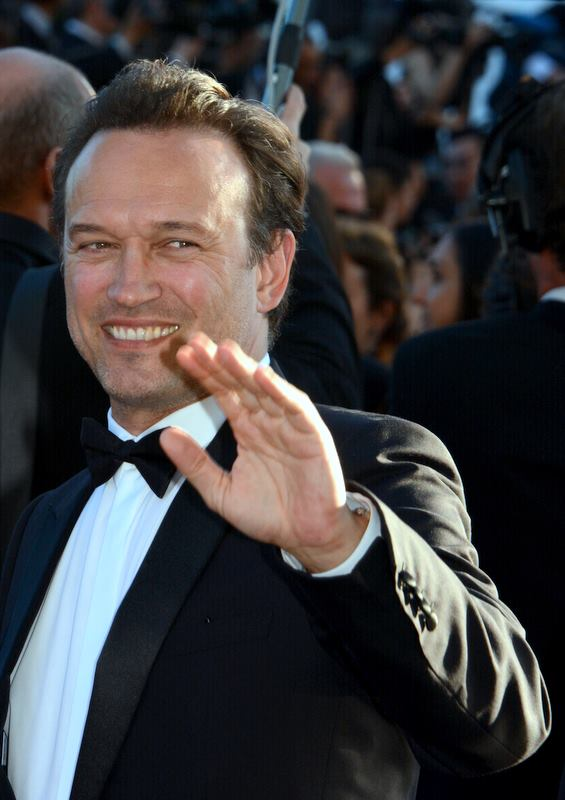
Vincent Perez (est Le Corbusier).

## Production

### Développement
Lors d’une interview en 2011 pour son film Man on the Train, elle y explique que son futur projet sera le développement du long métrage The Price of Desire après avoir terminé de travailler sur The Novelist,.

### Préproduction

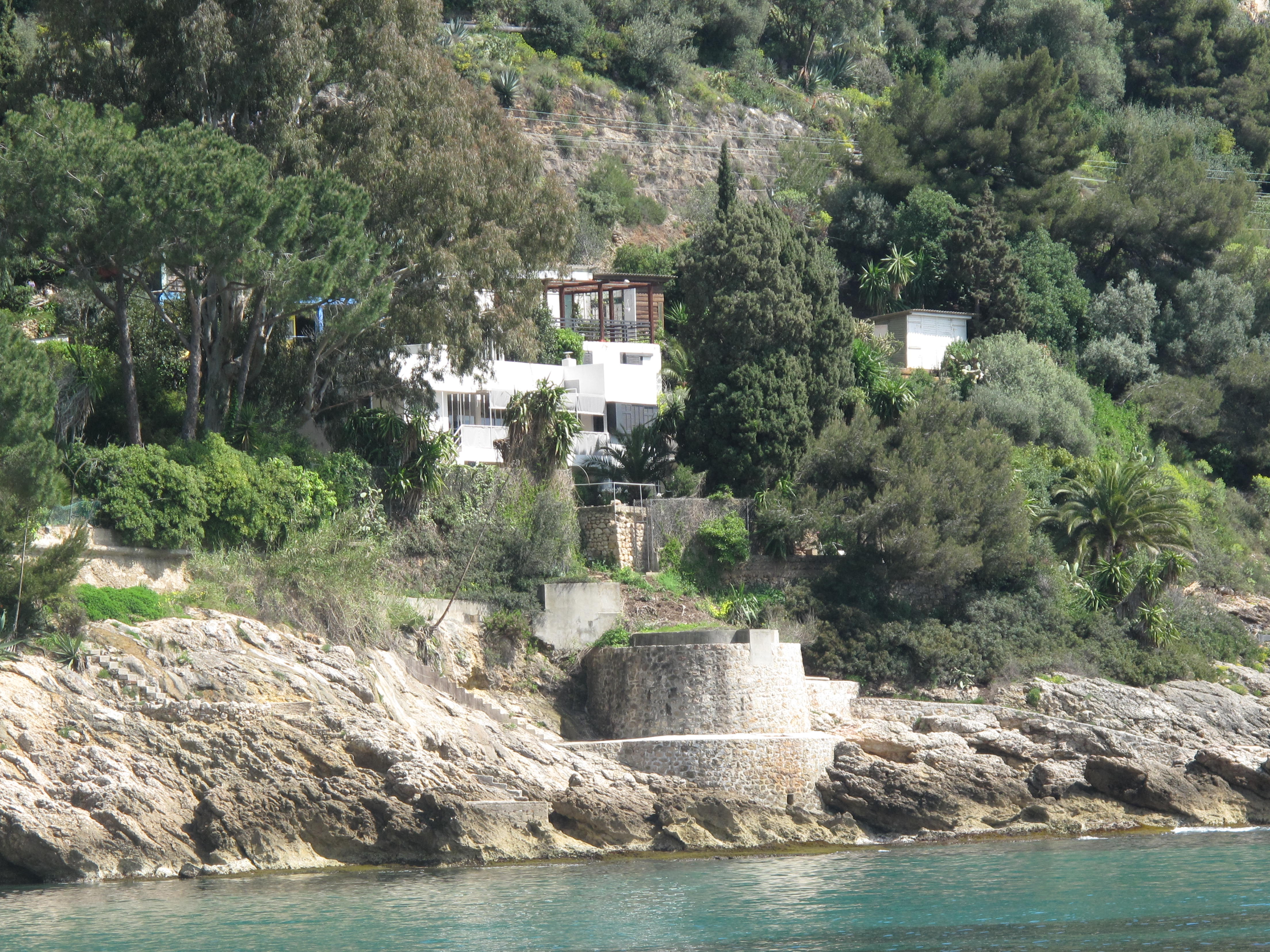
La villa E-1027.

Le film passe en préproduction en 2013 et le budget du film nécessite un prêt de 300 000 €.
Une partie du film se passe dans l’authentique villa française d'Eileen Gray qu’elle a elle-même conçue, la villa E-1027 située à Roquebrune-Cap-Martin. La villa étant délabrée, les producteurs ont lancé une campagne sur Kickstarter pour aider à restaurer la maison avec les intérieurs parisiens,. La décoratrice Anne Seibel, qui a gagné l'oscar des meilleurs décors pour son travail sur Minuit à Paris, travaille avec Emmanuelle Pucci pour créer l'esthétique de la maison.

### Production
Au début du mois d’août 2013, le tournage se fait en studio à Bruxelles en Belgique.
Le tournage s’effectue fin août sur la côte d’Azur en France à Roquebrune-Cap-Martin dans la villa E-1027 ainsi qu’aux abords de la gare de Cap-Martin-Roquebrune.

### Postproduction
Les services de postproduction sont fournis par les studios Windmill Lane.

### Distribution
La société Entertainment One s’occupe de la distribution du film pour le Canada et la France.

## Analyse
Le film est une biographie de l'artiste, designer et architecte irlandaise Eileen Gray.